# Mercedes Morán
Mercedes Beatriz Morán (Concarán, 21 settembre 1955) è un'attrice argentina.

## Biografia
Si sposa a 17 anni senza l'approvazione dei suoi genitori. A quei tempi, il teatro non figurava nel suo elenco di progetti e Morán era invece interessata alla sociologia. «Sono arrivata alla recitazione in maniera molto casuale, anche se non credo nelle casualità. Io studiavo sociologia e i militari hanno lasciato senza scopo la mia carriera». Per non perdere l'anno, Mercedes si iscrive a un laboratorio di recitazione con l'attore Lito Cruz.
Ha tre figlie: Mercedes e María – dal suo primo marito – e Manuela, frutto di una lunga relazione con l'attore Oscar Martínez, da cui divorzia nel 2000.
Dopo aver recitato in Gasoleros nel 2000, decide di prendere una pausa dalla recitazione in TV, prendendosi del tempo per lei e la famiglia. Nell'anno 2001 torna alla TV con Culpables, unico vincitore del Martín Fierro d'Oro.
Dal 2011 recita nella serie El hombre de tu vida, con il quale ha vinto il Martín Fierro come migliore attrice protagonista in due anni consecutivi.
L'uscita nel 2014 del thriller poliziesco Betibú ha significato il suo primo ruolo da protagonista nel cinema. All'inizio dell'anno 2015 termina di filmare la telenovela Guapas.

## Filmografia

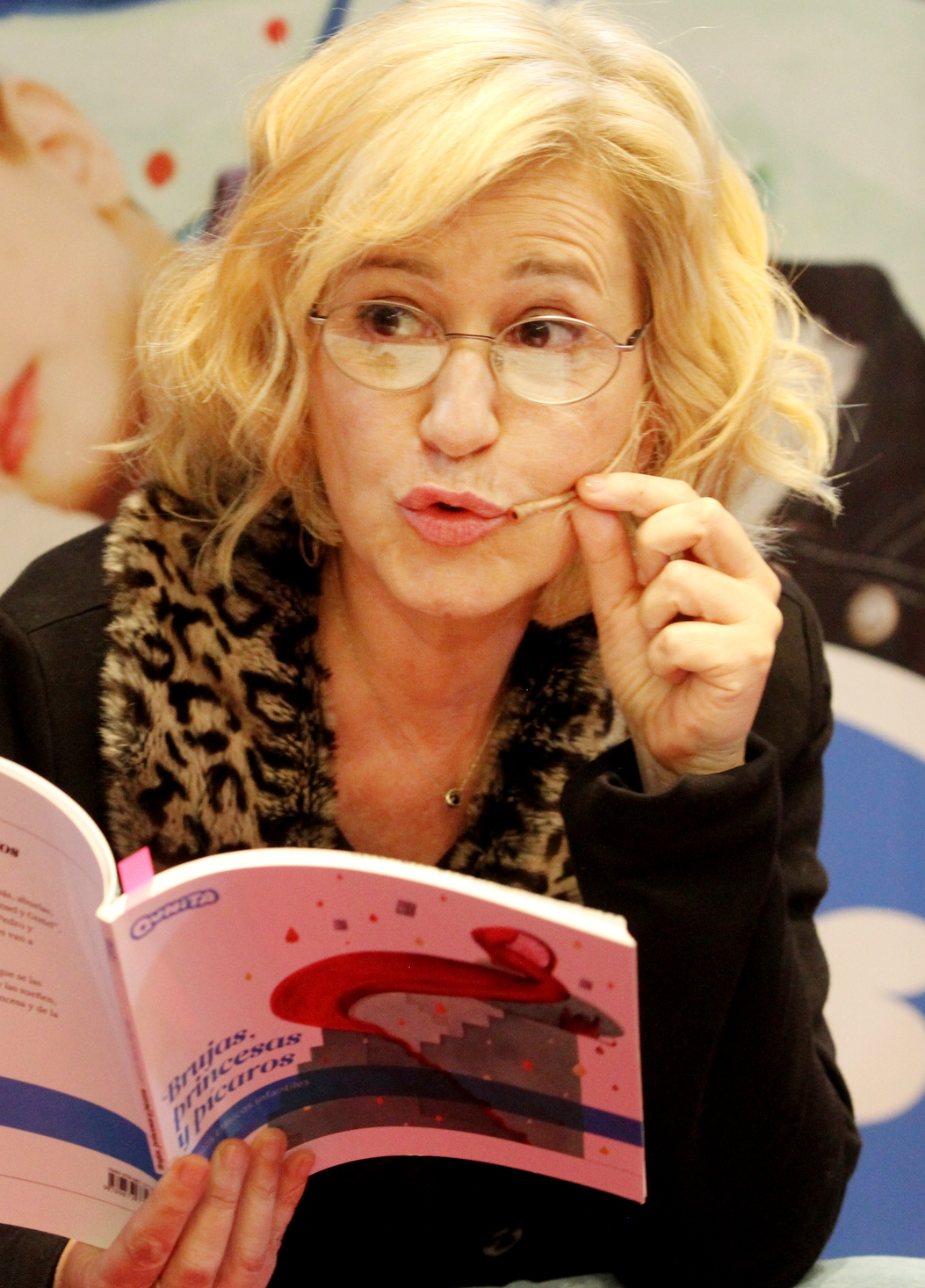
Mercedes Morán nel 2015

### Cinema
- Nunca estuve en Viena, regia di Antonio Larreta (1989)
- D'amore e ombra (Of Love and Shadows), regia di Betty Kaplan (1994)
- La ciénaga, regia di Lucrecia Martel (2001)
- I diari della motocicletta (Diarios de motocicleta), regia di Walter Salles (2004)
- La niña santa - La piccola santa (La niña santa), regia di Lucrecia Martel (2004)
- Luna de Avellaneda, regia di Juan José Campanella (2004)
- Whisky Romeo Zulu, regia di Enrique Piñeyro (2004)
- Próxima Salida, regia di Nicolás Tuozzo (2004)
- Remake, regia di Roger Gual (2006)
- Cara de queso - Mi primer ghetto, regia di Ariel Winograd (2006)
- Cordero de Dios, regia di Lucía Cedrón (2008)
- La ronda, regia di Inés Braun (2008)
- Un novio para mi mujer, regia di Juan Taratuto (2008)
- Los Marziano, regia di Ana Katz (2011)
- Olympia, regia di Leo Damario (2011)
- Betibú, regia di Miguel Cohan (2014)
- Chiamatemi Francesco - Il Papa della gente, regia di Daniele Luchetti (2015)
- Neruda, regia di Pablo Larraín (2016)
- Maracaibo, regia di Miguel Angel Rocca (2017)
- Artax: Un Nuevo Comienzo, regia di Diego Corsini (2017)
- L'angelo del crimine (El ángel), regia di Luis Ortega (2018)
- Sueño Florianópolis, regia di Ana Katz (2018)
- El amor menos pensado, regia di Juan Vera (2018)
- Familia sumergida, regia di María Alche (2018)
- Araña, regia di Andrés Wood (2019)
- Ensayo para Güemes, regia di Daniel Rosenfeld (2021)
- Las Rojas, regia di Matías Lucchesi (2021)
- Empieza el baile, regia di Marina Seresesky (2023)
- Norma, regia di Santiago Giralt (2023)
- Elena lo sa (Elena sabe), regia di Anahí Berneri (2023)
- A procura de Martina, regia di Márcia Faria (2024)

### Televisione
- Donde pueda quererte – serie TV, 19 episodi (1980)
- Rosa... de lejos – serie TV, 23 episodi (1980)
- Por, siempre amigos – serie TV, 19 episodi (1987)
- La marca del deseo – serie TV, 13 episodi (1994)
- Señoras y señores – serie TV, 19 episodi (1997)
- Gasoleros – serie TV, 462 episodi (1998-1999)
- Guapas – serie TV, 171 episodi (2014-2015)
- Chiamatemi Francesco – serie TV,  4 episodi (2016)
- Maradona: sogno benedetto (Maradona: sueño bendito) – serie TV (2021)